# Torre degli Azzoguidi

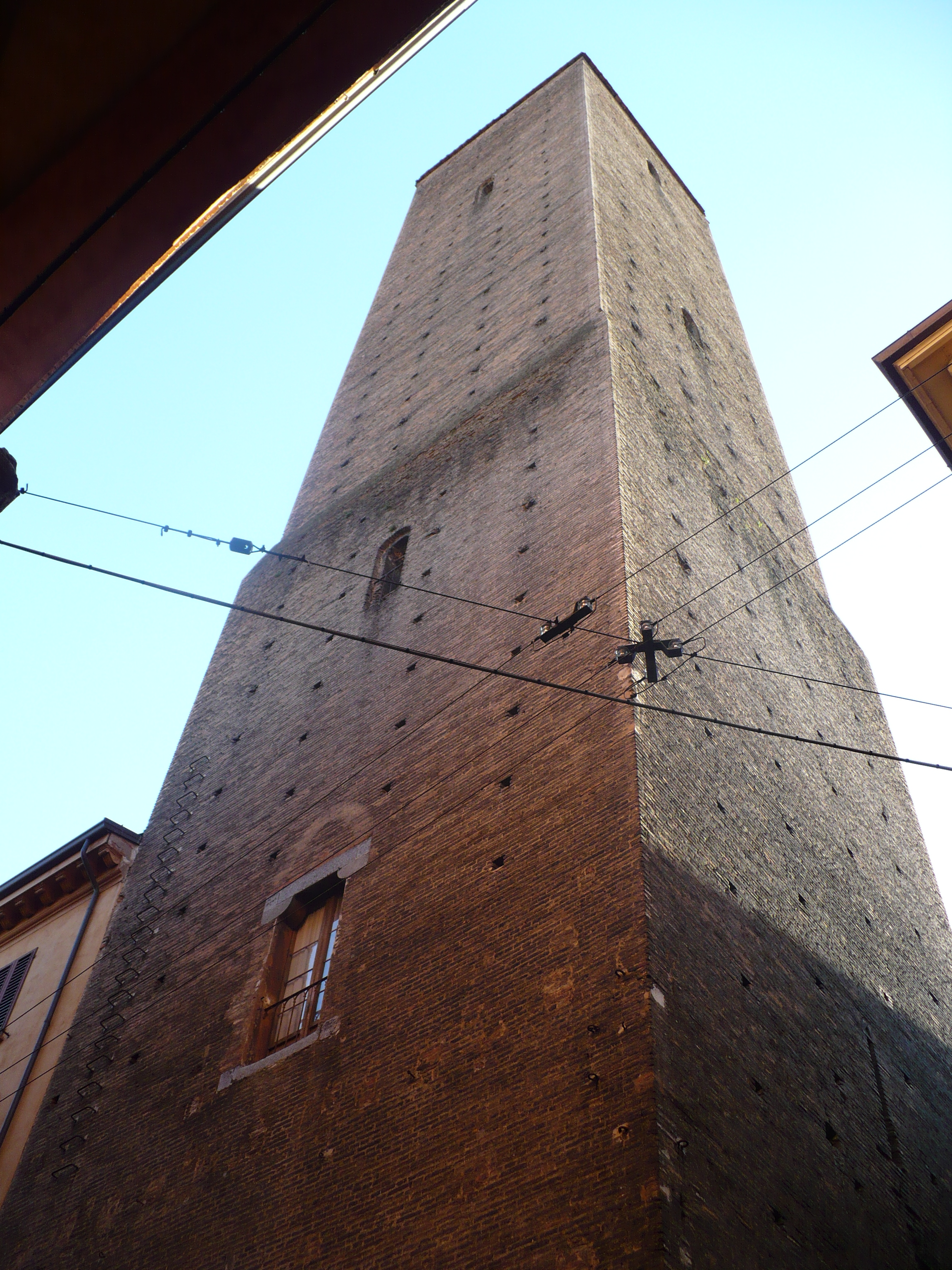
Torre degli Azzoguidi

DleTorre degli Azzoguidi ist einer der etwa 20 Geschlechtertürme, die es noch im historischen Zentrum von Bologna in der italienischen Region Emilia-Romagna gibt. Wegen seiner Höhe, seiner perfekten, vertikalen Ausrichtung und seiner Eleganz wird er auch Torre Altabella genannt. Die Straße, in der sich der Turm heute neben der Kathedrale San Pietro befindet, heißt wegen dieses Spitznamens Via Altabella.

## Beschreibung
Der in der zweiten Hälfte des 12. Jahrhunderts errichtete Turm ist 61 Meter hoch, was in zum zweithöchsten Turm Bolognas nach der Torre degli Asinelli macht. Früher war er allerdings noch höher, was man heute noch sowohl an der Dicke der Mauern seiner Basis (etwa 2,28 Meter) als auch einem Fenster erkennt, das durch das heutige Dach gekürzt wurde.
Die Basis des Turms ist mit 10 Reihen von Selenitquadern verkleidet, während es in etwa 28 Meter Höhe einen Rücksprung gibt, der die Seite verkürzt und das Gebäude wesentlich verschlankt. Über der Eingangstür befindet sich ein Spitzbogen aus Selenitblöcken mit zwei schmalen Zierstreifen.
Der Turm bildete zusammen mit der Torre dei Galluzzi und der Torre dei Prendiparte ein Dreigestirn mittelalterlicher Wolkenkratzer. Die drei Familien waren welfischen Ursprungs und ihre Türme wurden an Schlüsselstellen der Stadt errichtet.

## Geschichte

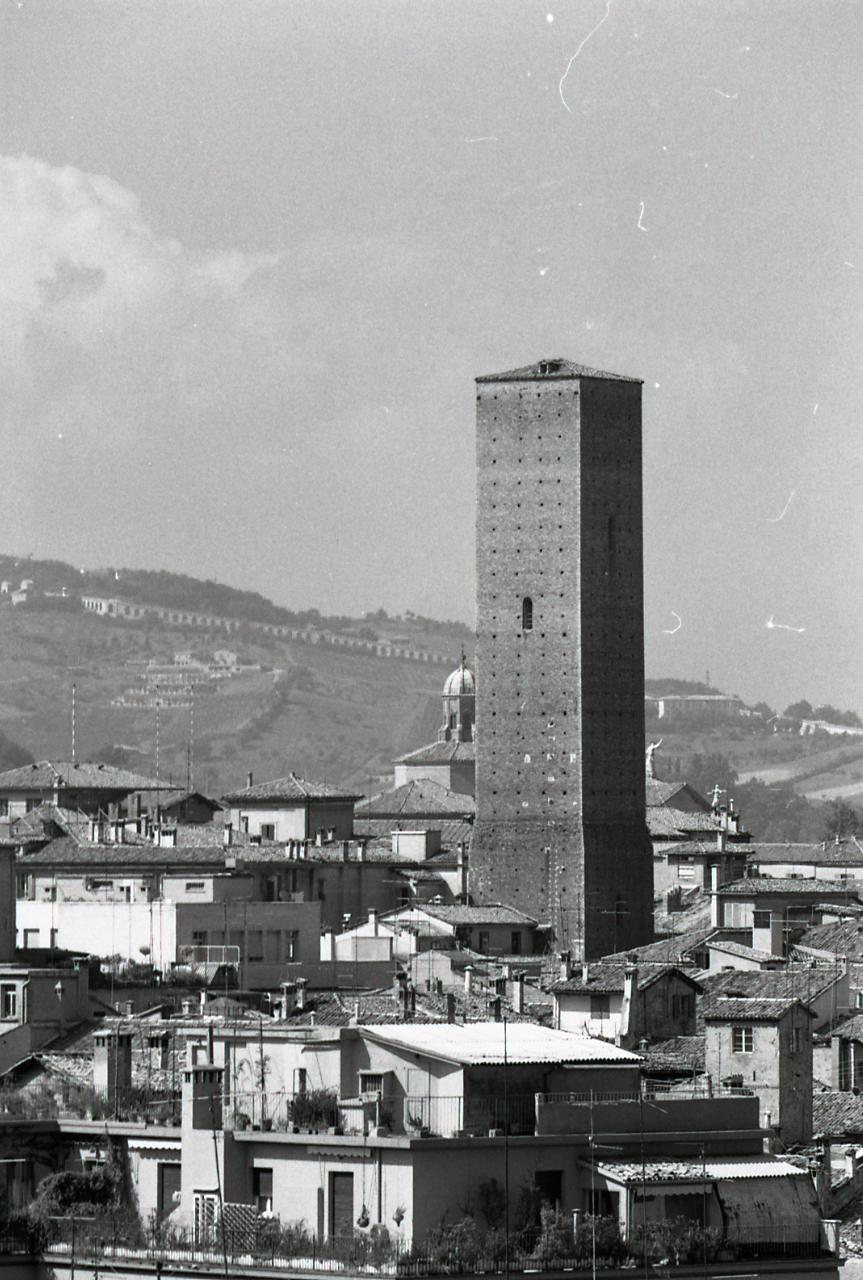
Torre degli Azzoguidi, fotografiert 1972 von Paolo Monti

Die Familie Azzoguidi erschien in den Chroniken von Bologna ab dem Jahr 1228. Sie gehörte der Welfenpartei an, waren aber nicht besonders in die Kämpfe der Parteien verwickelt, die die Stadt im Mittelalter beschäftigten. Aus dieser Familie gingen etliche Botschafter und Condottieri hervor, vor allen Dingen im 14. und 15. Jahrhundert, aber auch einige Wissenschaftler (darunter Baldassare Azzoguidi, der erste Typograf Bolognas). Den Azzoguidis gehörte ein weiterer Turm, der heute nicht mehr existiert, von dem aber unterirdische Überreste erhalten sind, und zwar in der heutigen Via Oberdan an der Ecke zur Piazzetta di San Simone.
Als die Familie im 15. Jahrhundert ausstarb, fiel ihr Besitz an die Familie Muzzarelli. Im Laufe des 19. Jahrhunderts wurde in das Erdgeschoss des Turms aus Selenit eine Werkstatt eingebaut. Die originale Türe wurde vergrößert und die Dicke der Mauern im Inneren reduziert, um Platz zu schaffen, wodurch bemerkenswerterweise die Stabilität des Gebäudes beeinträchtigt wurde. In den 1950er-Jahren aber wurde eine Restaurierung zu seiner Sicherung durchgeführt. Heute ist in dem Turm ein kleines Uhrengeschäft untergebracht.